# Palaeopanthera
Palaeopanthera és un gènere extint de mamífers carnívors de la família dels fèlids que visqueren a Àsia des del Miocè superior fins al Pliocè inferior. Se n'han trobat restes fòssils a la conca de Zanda (sud-oest del Tibet) i Turquia. Les espècies incloses en aquest gènere havien estat classificades anteriorment en altres gèneres, com ara Felis, Metailurus i Panthera. Tanmateix, en foren separades per un estudi publicat el 2023, basant-se en diferències cranials i dentals. El nom genèric Palaeopanthera significa ‘pantera antiga’.